# Ulrich Johannes Schneider

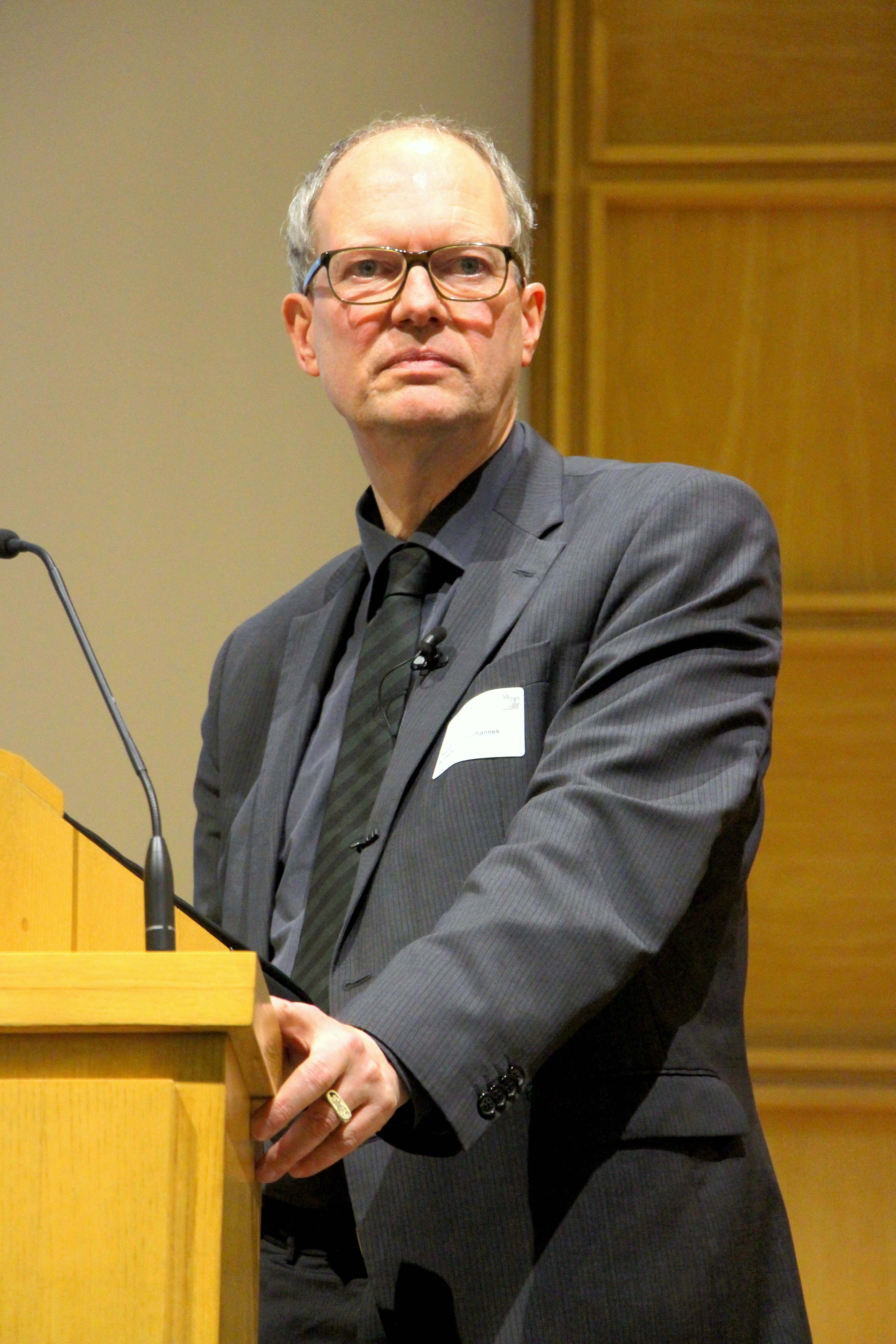
Ulrich Johannes Schneider (2015)

Ulrich Johannes Schneider (* 4. Mai 1956 in Gelnhausen) ist ein deutscher Bibliothekar und Philosophiehistoriker. Er war von 2006 bis 2022 Direktor der Universitätsbibliothek Leipzig und ist außerplanmäßiger Professor für Philosophie am Institut für Kulturwissenschaften der Universität Leipzig.

## Leben
Schneider, aufgewachsen in Frankfurt am Main, studierte an der Technischen Universität Berlin Philosophie und erreichte 1980 den Magister Artium. Zwischen 1983 und 1988 war er wissenschaftlicher Assistent am philosophischen Institut der TU. 1988 promovierte er und erhielt ein sechsmonatiges Forschungsstipendium der Fritz Thyssen Stiftung für London. Von 1988 bis 1989 war er Mitglied des Getty Research Institute in Santa Monica, 1989–1991 PostDoc-Stipendiat der Deutschen Forschungsgemeinschaft, 1989–1995 Directeur de Programme am Collège International de Philosophie in Paris. Diese Beschäftigung ergänzte ein einjähriges Forschungsstipendium des DAAD ab 1991 an der Pariser Maison des Sciences de l’Homme. Von 1992 bis 1998 war er wissenschaftlicher Assistent am Institut für Philosophie der Universität Leipzig, wo er sich 1998 habilitierte. Von 1998 bis 2005 war er Leiter der Abteilung Forschungsprojekte und Forschungsplanung der Herzog August Bibliothek in Wolfenbüttel. Seit 2004 ist er außerplanmäßiger Professor für Philosophie an der Universität Leipzig und seit 2006 am Institut für Kulturwissenschaften. Im November 2005 wurde er Direktor des Frankreichzentrums der Universität Leipzig und war seit Januar 2006 Direktor der Universitätsbibliothek Leipzig. Das Amt hatte er bis März 2022 inne.
Schneider leitete von 2004 bis 2007 das DFG-Forschungsprojekt „Sachliche Erschließung von Johann Heinrich Zedlers Universal-Lexicon“. Von 2007 bis 2009 leitete er das DFG-Projekt „Vorlesungsverzeichnisse als Quellen disziplinär organisierter Wissenschaft“.
Seit 2004 ist Schneider mit Riccardo Pozzo aus Verona Mitherausgeber der Reihe „Forschungen und Materialien zur Universitätsgeschichte“, seit 2002 Vorsitzender der Deutschen Gesellschaft für französischsprachige Philosophie (DGFP) (2005 wiedergewählt). Außerdem ist er Gründungsmitglied (1994) der International Society for Intellectual History. Im Januar 2021 wurde er zum Vorsitzenden der Maximilian-Gesellschaft für alte und neue Buchkunst gewählt.
Vor allem durch Ausstellungen, Artikel in Zeitungen und als Moderator des Thomasius-Clubs bemüht sich Schneider um Wissenschaftsvermittlung in der Öffentlichkeit.

## Forschungsschwerpunkte
Neben der Geschichte, insbesondere Kulturgeschichte der Philosophie beschäftigt sich Schneider mit der Geschichte der Universitäten im Zeitalter der Aufklärung. Außerdem befasst er sich mit der französischen Philosophie des 20. Jahrhunderts und mit Bibliotheksgeschichte.

## Veröffentlichungen
- Atmen beim Lesen. Bibliotheken im Industriezeitalter. Turia + Kant, Wien 2024, ISBN 978-3-98514-109-8.

- Andrew Carnegies Bibliotheken. Carl Friedrich von Siemens Stiftung, München 2024, ISBN 978-3-938593-39-4.
- Foucault im Hörsaal. Über das mündliche Philosophieren. Turia und Kant Verlag, Wien 2022, ISBN 978-3-98514-058-9.[3]
- Der Finger im Buch. Die unterbrochene Lektüre im Bild. Piet Meyer Verlag, Bern/Wien 2020, ISBN 978-3-905799-57-6.
- Der Bibliotheksbau als Maschine, in: Frankfurter Allgemeine Zeitung, 7. Juli 2018.
- Die Erfindung des allgemeinen Wissens. Enzyklopädisches Schreiben im Zeitalter der Aufklärung. Akademie Verlag, Berlin 2013, ISBN 978-3-05-005780-4.[4]
- Das Wissen der Welt: Deutschland braucht eine öffentliche digitale Bibliothek, in: Süddeutsche Zeitung, 2. März 2010, S. 11.
- Michel Foucault. Wissenschaftliche Buchgesellschaft, Darmstadt 2004, ISBN 3-534-16295-1.
- Philosophie und Universität: Historisierung der Vernunft im 19. Jahrhundert. Meiner, Hamburg 1999, ISBN 978-3-7873-1385-3.
- Die Vergangenheit des Geistes: Eine Archäologie der Philosophiegeschichte. Suhrkamp, Frankfurt/Main 1990, ISBN 978-3-05-005780-4.